# فان هيلسنج (فلم)
فان هيلسنغ (بالإنجليزية: Van Helsing) فيلم لعام 2004. الفيلم اقتباس من رواية فان هيلسنغ والتي كانت أول رواية يظهر فيها دراكولا وقد كانت أول رواية يظهر فيها الذئب المتحول عند اكتمال القمر وأول رواية يظهر فيها فرانكشتاين أيضًا. الفيلم حقَّق أكثر من 300 مليون دولار في جميع أنحاء العالم وكان واحدًا من أكبر الأفلام الصادرة عام 2004.

## وصلات خارجية
- مقالات تستعمل روابط فنية بلا صلة مع ويكي بيانات

لا توجد روابط لمواقع التواصل الاجتماعي.